# Läran och Förbunden

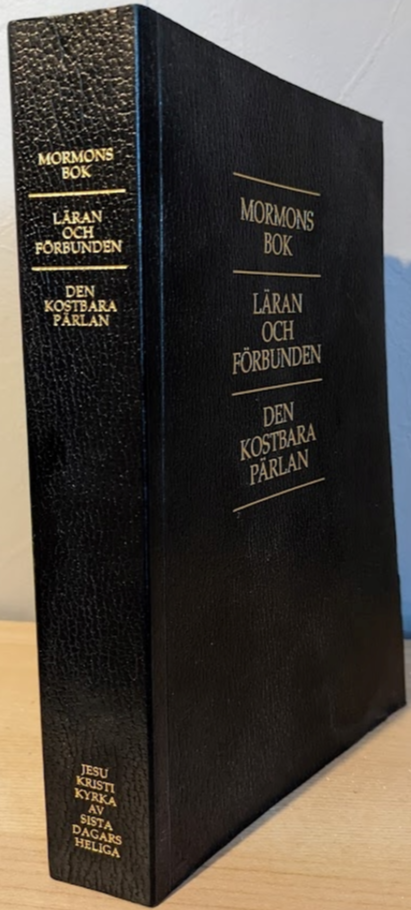
Läran och Förbunden tillsammans med Mormons bok och Den kostbara pärlan i en volym

Läran och Förbunden (Doctrine and Covenants) är, tillsammans med Bibeln, Mormons bok och Den kostbara Pärlan, helig skrift i Jesu Kristi kyrka av sista dagars heliga (i dagligt tal kallade mormonkyrkan). Enligt Jesu Kristi kyrka består Läran och Förbunden av en samling gudomliga uppenbarelser och inspirerade uttalanden som givits för att grunda och ordna Guds rike på jorden som förberedelse inför Jesus Kristus andra ankomst. Dessa uppenbarelser är enligt bokens förord givna genom Jesus Kristus röst, som talar till alla människor för deras frälsning.
För Jesu Kristi kyrka innehåller Läran och Förbunden, liksom kyrkans övriga skrifter, Jesu Kristus frälsande evangelium (lära) och förbund som leder människan till en fullkomlig glädje. Vidare hävdar kyrkan att skriften innehåller Guds ord så som det givits genom profeter i modern tid på samma sätt som Guds ord tidigare givits till forntida profeter och apostlar. Den största delen av bokens uppenbarelser gavs genom kyrkans förste profet och president Joseph Smith åren 1823 till 1844. Merparten av uppenbarelserna fick Smith i Kirtland i Ohio, där kyrkan hade sin huvudort under merparten av 1830-talet. Några ytterligare kapitel har erhållits genom kyrkans efterträdande profeter.

## Historik
Många av uppenbarelserna i Läran och Förbunden publicerades första gången 1833 i en bok som kallades "befallningarnas bok". Eftersom de flesta kopiorna förstördes av en pöbel i samband med tryckningen, publicerades senare en mer omfattande bok år 1835 under namnet Doctrine and Covenants of the Church of the Latter Day Saints: Carefully Selected from the Revelations of God.
Till uppenbarelserna i denna bok fogades sju teologiska föreläsningar till kyrkans äldste som kallas Lectures on faith. Dessa föreläsningar hade ursprungligen sammanställts av flera författare för att användas som studiehjälp i en skola för kyrkans äldste. Kyrkans officiella ställning är att föreläsningarna ursprungligen inte var tänkta att likställas med Guds uppenbarade ord, utan var en inspirerad studievägledning om kyrkans lära om begreppet tro. Föreläsningsserien har sedan 1921 års utgåva tagits bort ur Läran och Förbunden. Föreläsningsserien och dess borttagande beskrivs delvis som kontroversiell.